# Cinematògraf Napoleon
El Cinematògraf Napoleon va ser la primera sala (documentada) d'exhibició de cinema a Barcelona, situada als baixos de l'edifici de la Rambla de Santa Mònica, 15-17, on ara es troba el Frontó Colom. Tenia capacitat per unes 200 persones, més 50 seients preferents.

## Història
Sembla que els Germans Lumière van oferir la concessió de Catalunya al fotògraf de Talavera de la Reina Juan Ruiz de Luna Rojas, amb qui tenien una gran amistat. Aquest tenia força prestigi professional un estudi a la plaça d'Aravaca. En un principi, el fotògraf havia decidit acceptar la oferta, però la va haver de rebutjar ja que no va aconseguir el crèdit de 10.000 pessetes per a iniciar el projecte. Només dos mesos després de la primera projecció de l'aparell a París i tres mesos abans de la primera projecció a Madrid, els fotògrafs Napoleon van intentar comprar un aparell de l'empresa de Lió. El 10 de febrer de 1896, van escriure als Lumière, i aquests els van contestar quatre dies més tard amb la següent carta:
| « | Estem en possessió de la vostra carta, del 10 del corrent, i hem pres coneixement del seu contingut. El nostre nou aparell, el cinematògraf està actualment en construcció en un fabricant de París i encara no sabem per quina data podrem posar-lo al comerç. Ignorem igualment quin serà el seu preu. Prenem bona nota de la seva petició al respecte i quan tinguem disposició d'entregar-vos aquesta informació ens donarem pressa per avisar-vos. Si us plau accepteu, senyors, les nostres sinceres salutacions. | » |

 La primera projeccció cinematogràfica hi va tenir lloc el 10 de desembre de 1896. Probablement es va tractar d'una sessió per a convidats, tot i que el dilluns següent, dia 14, es va fer ja al públic en general. S'hi van projectar un total de sis pel·lícules: Desfile de lanceros de la Reina en Madrid, Paso de un río por caballos y jinetes, Montañas rusas náuticas en el lago Leman de Ginebra, Llegada de un tren a la estación, Hora del rancho en el cuartel y El regador regado.
L'operador era Jean Claude Villemagne, comissionat per l'empresa Lumière i resident al carrer d'Escudellers, 53, que va dirigir les projeccions fins al juny de 1897. Durant tot aquest temps, s'encarregà de tot el condicionament elèctric del local i la publicitat. Uns dies després de la primera sessió pública, el 19 de desembre, la premsa va anunciar les novetats en el programa. El cinema, anomenat Cinématographe Lumière, amb capacitat per unes 200 persones, més 50 seients preferents i situat a la planta baixa de la casa familiar a la Rambla de Santa Mónica, va ser inaugurat el 20 de desembre de 1896, essent la primera sala (documentada) d'exhibició de cinema a la ciutat. Del 1897 al 1905 s'hi projectaren pel·lícules al preu habitual d'una pesseta per a les butaques de primera classe i de 50 cèntims per a les de segona.
Davant l'èxit, el 1901 van obrir una altra sala al Paral·lel, al costat de l'ara desaparegut Cafè Circ Espanyol. El negoci va marxar bé fins al 1905, quan es produïren els primers tancaments temporals, i el desembre del 1906, deu anys després de la inauguració, els Napoleon hi van deixar d'oferir projeccions cinematogràfiques. El 1907 se'n va fer càrrec l'empresa Rivas Vila SA, fins que el 10 d'abril del 1909 fou traspassat a l'Asil Empar de Santa Llúcia, que el va explotar fins al 2 de febrer del 1910. L'agost del mateix any va aparèixer el següent anunci a la premsa: «Cinematógrafo Napoleón. Por cierre definitivo del local, éste se alquila para otros menesteres.»